# Chromadorita tentabunda
Chromadorita tentabunda är en rundmaskart. Chromadorita tentabunda ingår i släktet Chromadorita, och familjen Chromadoridae. Arten är reproducerande i Sverige.